# Нванкво Кану
Нванкво Кану (англ. Nwankwo Kanu, нар. 1 серпня 1976, Оверрі) — нігерійський футболіст, нападник.
Один з найкращих гравців африканського футболу. За опитуванням IFFHS займає 33-е місце серед найкращих гравців Африки XX століття. Крім того, Кану — африканський футболіст з найбільшою кількістю футбольних трофеїв. Посол ЮНІСЕФ. Його брати Крістофер та Анрі також є професійними футболістами.
Насамперед відомий виступами за «Арсенал» та «Портсмут», а також національну збірну Нігерії.

## Клубна кар'єра
У дорослому футболі дебютував 1991 року виступами за «Федерейшн Воркс», в якому провів один сезон, взявши участь у 35 матчах чемпіонату.
Протягом 1992–1993 років захищав кольори клубу «Івуаньянву Нейшнл».
Своєю грою за останню команду привернув увагу представників тренерського штабу «Аякса», до складу якого приєднався 1993 року за 207 047 доларів. Відіграв за команду з Амстердама наступні три сезони своєї ігрової кар'єри. Більшість часу, проведеного у складі «Аякса», був основним гравцем атакувальної ланки команди і був одним з головних бомбардирів команди, маючи середню результативність на рівні 0,42 голу за гру першості. За цей час тричі виборював титул чемпіона Нідерландів, став дворазовим володарем Суперкубка Нідерландів, переможцем Ліги чемпіонів УЄФА, володарем Суперкубка УЄФА та володарем Міжконтинентального кубка.
1996 року за $ 4,7 млн уклав контракт з клубом «Інтернаціонале». Після повернення з Олімпіади Кану був оглянутий лікарями «Інтера» і обстеження показало серйозні проблеми з серцем. У листопаді Кану лягає на операцію, щоб замінити аортальний клапан і не тренується з клубом до квітня 1997 року. В цей час Нванкво зосновує «Серцевий Фонд Кану», організацію, що допомагає африканським дітям, які мають проблеми з серцем. По всій Африці Кану відомий своєю філантропічної роботою.
В «Інтері» Кану заграти так і не зумів, тому в лютому 1999 року він переїхав до Лондона, де п'ять сезонів захищав кольори «Арсенала». Граючи у складі «канонірів» здебільшого виходив на поле в основному складі команди і став одним з його лідерів, допомігши команді здобути низку трофеїв.
Протягом 2004–2006 років захищав кольори клубу «Вест-Бромвіч Альбіон».
До складу клубу «Портсмут» приєднався влітку 2006 року на правах вільного агента. Наразі встиг відіграти за клуб з Портсмута 143 матчі в національному чемпіонаті. За цей час додав до переліку своїх трофеїв титул володаря Кубка Англії.

## Виступи за збірну
1994 року дебютував в офіційних матчах у складі національної збірної Нігерії. 
У складі збірної був учасником чемпіонату світу 1998 року у Франції, розіграшу Кубка африканських націй 2000 року у Гані та Нігерії, де разом з командою здобув «срібло», розіграшу Кубка африканських націй 2002 року у Малі, на якому команда здобула бронзові нагороди, чемпіонату світу 2002 року в Японії і Південній Кореї, розіграшу Кубка африканських націй 2004 року у Тунісі, на якому команда здобула бронзові нагороди, розіграшу Кубка африканських націй 2006 року в Єгипті, на якому команда здобула бронзові нагороди, розіграшу Кубка африканських націй 2008 року у Гані, розіграшу Кубка африканських націй 2010 року в Анголі, на якому команда здобула бронзові нагороди, та чемпіонату світу 2010 року у ПАР.
Всього за вісімнадцять років провів у формі головної команди країни 87 матчів, забивши 12 голів.

## Титули і досягнення

### Командні
- Чемпіон Нідерландів (3):

«Аякс»: 1993-94, 1994-95, 1995-96
- Володар Суперкубка Нідерландів (3):

«Аякс»: 1993, 1994, 1995
- Чемпіон Англії (2):

«Арсенал»: 2001-02, 2003-04
- Володар Суперкубка Англії з футболу (2):

«Арсенал»: 1999, 2002
- Володар Кубка Англії (3):

«Арсенал»: 2001-02, 2002-03
«Портсмут»: 2007-08
- Переможець Ліги чемпіонів УЄФА (1):

«Аякс»: 1994-95
- Володар Суперкубка УЄФА (1):

«Аякс»: 1995
- Володар Міжконтинентального кубка (1):

«Аякс»: 1995
- Володар Кубка УЄФА (1):

«Інтернаціонале»: 1997-98
- Чемпіон світу (U-17): 1993
- Олімпійський чемпіон (1):

Нігерія: 1996
- Срібний призер Кубка африканських націй: 2000
- Бронзовий призер Кубка африканських націй: 2002, 2004, 2006, 2010

### Особисті
- Африканський футболіст року: 1996, 1999